# Titularbistum Ammaedara
Ammaedara ist ein Titularbistum der römisch-katholischen Kirche. Es geht zurück auf einen früheren Bischofssitz in der gleichnamigen antiken Stadt (heute Haïdra), die sich in der römischen Provinz Byzacena (heute Tunesien) befand.
| Titularbischöfe von Ammaedara |                                          |                                                          |                   |                   |
| Nr.                           | Name                                     | Amt                                                      | von               | bis               |
| 1                             | Matteo Sislian                           | emeritierter Bischof von Caesarea in Cappadocia (Türkei) | 3. Dezember 1909  |                   |
| 2                             | Joseph Crimont SJ                        | Apostolischer Vikar von Alaska (USA)                     | 15. Februar 1917  | 20. Mai 1945      |
| 3                             | Teofilo Giacomo Abramo Kalapurakal       |                                                          | 13. Februar 1932  | 11. Juni 1932     |
| 4                             | Joseph Gerald Holland SMA                | Apostolischer Vikar von Volta Inferiore (Ghana)          | 11. Juli 1946     | 18. April 1950    |
| 5                             | Jacob Abraham Theophilos Kalapurakal     | emeritierter Bischof von Tiruvalla (Indien)              | 25. Juli 1950     | 27. Juni 1956     |
| 6                             | Joseph Gustave Roland Prévost Godard PME | Apostolischer Vikar von Pucallpa (Peru)                  | 11. November 1956 | 13. November 2005 |
| 7                             | Pierre Nguyên Van Dê SDB                 | Weihbischof in Bùi Chu (Vietnam)                         | 29. November 2005 | 25. Juli 2009     |
| 8                             | Vincent Nguyen                           | Weihbischof in Toronto (Kanada)                          | 6. November 2009  |                   |